# なぜなぜダイヤル!?
『なぜなぜダイヤル!?』は、1981年4月13日から1982年1月25日まで日本テレビ系列局で放送されていた日本テレビ制作の教養バラエティ番組である。ロート製薬の一社提供。放送時間は毎週月曜 19:30 - 20:00（日本標準時）。

## 概要
はがきと電話を利用した視聴者参加型番組で、福留功男と大橋恵里子が司会を務めていた。キャッチコピーは「見ても聞いてもためになる、なぜなぜダイヤル!?」で、電話のベルが鳴った後に福留が受話器を取り、「はい、なぜなぜダイヤル!?です」とコールするオープニングで始まっていた。
番組は毎回視聴者から寄せられた疑問・質問はがきを取り上げ（例：「時計の針はなぜ右回りか」「なぜヒトの先祖はサルなのか」など）、パネリストのタレントや俳優がその答えを知っていそうな専門家などに電話を掛けていた。そして、福留と大橋も交えての話し合いによって疑問を解決していた。
番組後半の開始前には、視聴者から寄せられた変な質問を紹介する「おもしろはがき」のコーナーがあったが、このコーナーにおいてはパネリストたちは専門家に電話せず、すぐに話し合いに入って解決していた。福留と大橋は、前期においてはピンマイクを着装し、起立をして番組を進行させていたが、後期には椅子に座り、デスクにスタンドマイクを置いて進行していた。

## 出演者

### 司会
- 福留功男（当時：日本テレビアナウンサー）
- 大橋恵里子

### パネリスト
- 長門裕之 - パネリストのキャプテンを務めていた。
- 紺野美沙子
- 笑福亭鶴光
- ほか